# Parafia Świętej Rodziny w Warszawie (Ursus)
Parafia Świętej Rodziny – parafia w Warszawie należąca do dekanatu ursuskiego w archidiecezji warszawskiej.

## Kalendarium
- 1992 – władze kościelne podjęły decyzję o potrzebie budowy kościoła na powstającym od 1989 roku osiedlu Chrobry
- 1993 – 19 kwietnia – za zgodą władzy archidiecezji warszawskiej została kupiona działka pod budowę kościoła przy ul. Zapustnej 43.
- 1993 – 15 października – poświęcenie placu i krzyża
- 1994 – listopad – ukończenie budowy kaplicy
- 1994 – 24 grudnia – kard. Józef Glemp, prymas Polski poświęcił i odprawił pierwszą Mszę św. w czasie Pasterki Bożego Narodzenia w tymczasowej kaplicy.
- 1996 – 31 sierpnia – prymas Polski Kardynał Józef Glemp poświęcił i wmurował kamień węgielny.
- 1998 – 15 listopada – zakończenie budowy zewnętrznych ścian kościoła i pokrycie go dachem
- 2000 – w kwietniu na Święta Wielkanocne rozpoczęto sprawowanie liturgii
- 2001 – 14 czerwca – pierwsza procesja Bożego Ciała z ołtarzami na terenie parafii
- 2001 – w grudniu kardynał Józef Glemp, prymas Polski, poświęcił budynek plebanii